# Архипелаг Хапаранда (национальный парк)
Архипелаг Хапаранда (швед. Haparanda skärgårds nationalpark) — самый восточный национальный парк Швеции, находится в лене Норрботтен, коммуне Хапаранда.
Национальный парк занимает часть одноимённого архипелага на севере Ботнического залива. Он включает в себя два сравнительно крупных острова, Сандшер и Сескар Фуре, а также множество мелких островков и отмелей. С востока к нему прилегает финский национальный парк Перямери.
Все острова архипелага появились за последние 1500 лет в результате поднятия суши после ледникового периода. Сегодня они продолжают подниматься примерно на 8,5 мм в год, при этом их площадь увеличивается. На островах характерны песчаные дюны.